# Ezio Gamba
Ezio Gamba (* 2. Dezember 1958 in Brescia) ist ein ehemaliger italienischer Judoka. Der Olympiasieger von 1980 trat in der Regel im Leichtgewicht (Klasse bis 71 Kilogramm) an.
Der 1,75 m große Gamba gewann 1976 vier vorolympische Turniere, schied aber dann im Olympischen Judoturnier frühzeitig aus. Der Angehörige der Carabinieri gewann 1976 und 1978 bei den Militärweltmeisterschaften. Dazwischen siegte er 1977 bei den italienischen Meisterschaften. Bei den Europameisterschaften 1979 unterlag er erst im Finale gegen den Briten Neil Adams. Ein halbes Jahr später unterlag Gamba im Finale der Weltmeisterschaften dem Japaner Kyoto Kazuki. Im Sommer 1980 siegte Gamba dann im Finale der Olympischen Spiele in Moskau gegen Neil Adams.
Zwei Jahre nach seinem Olympiasieg gewann er bei den Europameisterschaften 1982 in Rostock gegen Karl-Heinz Lehmann aus der DDR. Bei den Europameisterschaften 1983 siegte der Franzose Richard Melillo im Finale gegen Gamba. Bei den Weltmeisterschaften im Oktober 1983 gewann der Japaner Hidetoshi Nakanishi, Gamba gewann zum zweiten Mal nach 1979 WM-Silber. Auch bei den Olympischen Spielen 1984 erreichte Gamba das Finale, dort unterlag er dem Südkoreaner Ahn Byeong-keun. Seine letzte große internationale Medaille gewann Gamba bei den Europameisterschaften 1986, als er Bronze erhielt.
Nach seiner sportlichen Karriere wurde Gamba Trainer, er trainierte lange in Italien und war ab 2009 Trainer der russischen Judoka, denen bei den Olympischen Spielen 2012 der Durchbruch an die Weltspitze gelang.
Am 8. Januar 2016 erhielt Gamba, vor einer gemeinsamen Trainingseinheit mit Wladimir Putin, in Sotschi die russische Staatsbürgerschaft.